# NGC 7168
NGC 7168 (другие обозначения — PGC 67882, ESO 237-26, AM 2158-515) — эллиптическая галактика (E3) в созвездии Индеец.
Этот объект входит в число перечисленных в оригинальной редакции «Нового общего каталога».